# Herb Piły
Herb Piły – jeden z symboli miasta Piła w postaci herbu.

## Wygląd i symbolika
Herb przedstawia na białej (srebrnej) tarczy czerwonego jelenia w skoku na zielonej murawie, skierowanego w heraldycznie prawą stronę.

## Historia
Pierwszy wizerunek przedstawiający jelenia jako herb Piły pojawia się na pieczęci z 1540 roku. Po I rozbiorze Polski władze pruskie dodały koronę na głowie jelenia oraz mury miejskie z trzema basztami w górnej części herbu. Taki obraz przetrwał do lat 60. XX wieku, kiedy to powrócono do dawnego wizerunku. Uregulowania prawne herbu dokonały się jednak dopiero w 1990 roku. Rada Miejska Piły 29 listopada 1990 roku podjęła uchwałę „w sprawie herbu i barw miasta oraz pieczęci" i potwierdziła ją w statucie miasta 24 września 1996 roku.